# Kieran Green
Kieran Thomas Green (sinh ngày 30 tháng 6 năm 1997) là một cầu thủ bóng đá người Anh thi đấu cho Blyth Spartans ở vị trí tiền vệ.

## Sự nghiệp câu lạc bộ
Green gia nhập đội trẻ Hartlepool United lứa U14, từ Stockton Town. Sau đó anh thi đấu ở Học viện, là một trong những nhân tố triển vọng nhất của câu lạc bộ.
Green ra mắt đội chính ngày 7 tháng 10, đá chính trong thất bại 1–2 trên sân nhà tại Football League Trophy trước Sheffield United. Ngày 21 tháng 11 anh được cho mượn đến Spennymoor Town để tích lũy kinh nghiệm.
Ngày 22 tháng 3 năm 2017, Green gia nhập đội bóng National League Gateshead theo hợp đồng cho mượn đến cuối mùa giải.
Ngày 15 tháng 6 năm 2018 Green ký hợp đồng với Blyth Spartans của giải National League North theo bản hợp đồng 1 năm với lựa chọn gia hạn thêm 1 năm.